# Gaël Clichy
Gaël Clichy (Toulouse, 26. srpnja 1985.) je bivši francuski nogometaš i nacionalni reprezentativac. Iako mu je dominantna igra desnom nogom, Clichy primarno igra na poziciji lijevog beka. Bio je član legendarne Arsenalove ekipe koja je u sezoni 2003./04. osvojila FA Premier ligu bez poraza.
Clichy je nogometnu karijeru započeo u amaterskim klubovima Hersoise, Cugnaux, Muret i Tournefeuille. Godine 2000. igrač prelazi u Cannes za čiju prvu momčad debitira nakon dvije sezone.
Arsenalov menadžer Arsène Wenger doveo je Clichyja u londonski klub 2003. godine koji je u svojoj debitantskoj sezoni osvojio Premier ligu čime je postao najmlađi igrač kojem je to uspjelo (s 18 godina i 10 mjeseci). U sezoni 2006./07. Gaël je postao standardan u prvom sastavu, zamijenivši Ashleyja Colea dok je u sljedećoj sezoni odigrao svih 38 prvenstvenih susreta. Zbog odličnih igara uveden je u PFA momčad godine.
Osim naslova engleskog prvaka, Clichy je s Arsenalom osvojio i Community Shield (2004.) te FA kup (2005.). Klub je napustio 2011. te prešao u Manchester City s kojim je u prvoj sezoni osvojio svoje drugo prvenstvo i Community Shield.
Nakon nastupa za mlade sastave francuske reprezentacije, Clichy je za seniore debitirao u rujnu 2008. godine u kvalifikacijskoj utakmici protiv Srbije. S Francuskom je nastupio na jednom svjetskom (Južna Afrika 2010.) i europskom prvenstvu (Poljska / Ukrajina 2012.).

## Nogometna karijera

### Klupska karijera

#### Počeci
Kao mladi igrač, Gaël Clichy je nastupao u omladinskim sastavima niželigaša Hersoise, Cugnaux, Muret i Tournefeuille. Godine 2000. za igrača su se zanimali profesionalni klubovi Auxerre, Bordeaux i Toulouse čiji su ga skauti pratili. Sam Clichy je odlučio otići u Cannes gdje je primarno bio na poziciji središnjeg veznog. Nakon dvije godine nastupanja za juniore, igrač je 2002. godine debitirao u seniorskom sastavu.

#### Arsenal
Arsenalov menadžer Arsène Wenger je primijetio veliki talent sunarodnjaka Clichyja te ga je osobno posjetio u lipnju 2003. godine i ponudio mu profesionalni ugovor za londonski klub. Navodno je Wenger tada rekao igraču "igrat ćeš" čime je uvjerio njega i njegovu obitelj da potpiše za klub.
Clichy je najprije u klubu počeo kao zamjena Ashleyju Coleu a u Arsenalovom dresu je debitirao 28. listopada 2003. godine u utakmici Liga kupa protiv Rotherham Uniteda. Na tom susretu debitirao je još jedan Arsenalov igrač - Cesc Fàbregas. Arsenal je tada dobio 9:8 na penale.
Svoj prvi ligaški debi igrač je ostvario 22. studenoga iste godine u visokoj 3:0 pobjedi protiv Birmingham Cityja. Također, nakon što se Ashely Cole ozlijedio u prosincu, Clichy ga je zamijenio u devet utakmica od čega je u njih šest bio u početnom sastavu.
Dana 24. veljače 2004. godine Gaël je debitirao u Ligi prvaka u prvom susretu osmine finala protiv španjolske Celte Vigo koju je dobio londonski klub s 3:2.
Tijekom te sezone (2003./04.) Arsenal je osvojio Premier ligu te je ostao neporažen u prvenstvu dok je prije početka sljedeće sezone osvojen Community Shield.
Mladi francuski branič tada je postao Wengerov prvi izbor u utakmicama FA kupa. Tako je igrač nastupio u svim Arsenalovim utakmicama osim u polufinalu kada je vraćen Cole. Klub je u konačnici osvojio sam kup pobijedivši u finalu Manchester United s 5:4 na penale.
Nakon što se Ashley Cole ponovo ozlijedio u listopadu 2005. godine, Clichy je opet postao članom prve momčadi te jedna od najvažnijih karika Arsenala tijekom Coleovog oporavka. Međutim, i sam Clichy se ozlijeđuje već u studenom iste godine a sam oporavak je trajao četiri mjeseca. Na travnjak se vratio 25. travnja 2006. godine u utakmici polufinala Lige prvaka protiv španjolskog Villarreala. Tada je ušao u igru kao zamjena ozlijeđenom Mathieu Flaminiju.
Zbog ozljede u prvenstvenom susretu protiv Sunderlanda sljedećeg tjedna, Clichy je propustio samo finale Lige prvaka igrano u Parizu protiv Barcelone. Igrač je cijelo vrijeme susreta bio na klupi za rezerve a Arsenal je izgubio s 2:1.
U kolovozu 2006. godine Ashley Cole je prodan gradskom suparniku Chelseaju tako da je Clichy postao standardni igrač Arsenala na poziciji lijevog beka. Iste godine Gaël je ozljedio nogu te je na preporuku trenera Wengera posjetio dr. Marka Myersona u Baltimoreu gdje je i operairan. Zbog toga je 2006. propustio europsko U21 prvenstvo, a oporavak je trajao tri mjeseca.
Clichy se vratio na teren 14. listopada 2006. godine u prvenstvenoj utakmici protiv Watford Cityja gdje je ušao u igru kao zamjena. Već nakon deset dana ponovo je zaigrao u prvom sastavu u pobjedi protiv WBA-a u susretu Carling kupa.
Sezona 2007./08. može se smatrati najboljom u karijeri Gaëla Clichyja. Tada je u svim natjecanjima nastupio za klub u ukupno 49 utakmica te je bio jedini Arsenalov igrač koji je odigrao svih 38 prvenstvenih susreta. Također, te sezone je postigao i vlastiti rekord po broju asistencija. Sve je to u konačnici dovelo do toga da je Clichy uveden u PFA momčad godine. U taj sastav su uvedeni i njegovi tadašnji klupski suigrači Bacary Sagna, Emmanuel Adebayor i Cesc Fàbregas.
Također, i Arsenalovi navijači su ga proglasili najboljim igračem kluba dok je sam klub bio treći na prvenstvenoj ljestvici bez ijednog osvojenog trofeja.
Tijekom Arsenalovih priprema prije početka sezone 2008./09., Clichy je po prvi puta bio kapetan momčadi u prijateljskoj utakmici protiv Barneta. Dana 1. studenoga 2008. godine Clichy je zabio svoj prvi službeni pogodak za Arsenal u 2:1 porazu od Stoke Cityja. Svoj drugi pogodak za klub Clichy je zabio 2. ožujka 2011. u visokoj 5:0 pobjedi protiv Leyton Orienta u susretu FA kupa.

#### Manchester City
Dne 4. srpnja 2011. godine potvrđena je vijest da je Manchester City dogovorio s Arsenalom uvjete prelaska Gaëla Clichyja u klub za 7 milijuna GBP. Igrač je za novi klub potpisao trogodišnji ugovor te je debitirao u dresu Građana tijekom njihove američke turneje. Prvi službeni nastup za Manchester City imao je u finalu Community Shielda protiv gradskog rivala Uniteda a debi u Premijerligi protiv velškog Swansea Cityja.
Igrač je ubrzo stekao mjesto u početnom sastavu na svojoj poziciji lijevog beka. Kao i u Arsenalu, tako je Clichy i u Cityju u svojoj prvoj sezoni za novi klub osvojio englesko prvenstvo sa svega jednim bodom ispred gradskog suparnika Manchester Uniteda.
Clichy je napustio Manchester City u lipnju 2017. godine, nakon što mu je istekao ugovor s Bluesima.

#### Başakşehir
U srpnju 2017. godine je Francuz potpisao za turskog prvoligaša Başakşehir iz Istanbula.

### Reprezentativna karijera

#### Mlade reprezentacije
Clichy je prije debija za A vrstu igrao u svim mladim reprezentativnim uzrastima. U U-15 reprezentaciji vodio ga je izbornik Luc Rabat. Tamo je debitirao u prijateljskoj utakmici protiv Italije 13. ožujka 2001. godine Tricolori su taj susret dobili s visokih 3:0.
Uslijedio je nastup za U-17 vrstu s kojom je 2002. nastupio na europskom prvenstvu. Tada je Francuska osvojila srebro izgubivši u finalu protiv vršnjaka iz Švicarske na penale (4:2). U toj utakmici Švicarsku je predvodio budući Clichyjev suigrač u Arsenalu, Philippe Senderos.
Nakon nastupa za U-18 i U-19 vrstu, Gaëla je u U-21 reprezentaciji vodio budući seniorski izbornik Raymond Domenech.

#### Seniorska reprezentacija
Clichy je prvi puta pozvan u seniorski sastav 31. siječnja 2008. godine za utakmicu protiv Španjolske. Međutim, igrač je u konačnici igrao za B sastav u prijateljskom susretu protiv DR Konga, dan prije utakmice sa Španjolskom.
Gaël je debitirao u dresu Tricolora tek 10. rujna 2008. u kvalifikacijskoj utakmici protiv Srbije za SP 2010. u JAR-u. Sljedećeg mjeseca igrač je bio u početnom sastavu za susrete protiv Tunisa i Austrije koje je Francuska dobila s 3:1.
Nakon što su se Tricolori uspjeli kvalificirati na Svjetsko nogometno prvenstvo, tadašnji izbornik Raymond Domenech uvrstio je Clichyja na popis reprezentativaca za predstojeći Mundijal u Južnoj Africi 2010. godine Na tom popisu stavljen je kao posljednji 23. igrač i zamjena standardnome Patriceu Evri. Na samom turniru Francuska je doživjela katastrofu ispavši već u skupini dok je izbornik Domenech tijekom samog natjecanja izbacio Nicolasa Anelku iz reprezentacije. Sve je to dovelo do toga da su svi reprezentativci s popisa suspendirani za kasniju prijateljsku utakmicu protiv Norveške.
Novim francuskim izbornikom postaje Laurent Blanc koji je tražio upravo Gaëla Clichyja kao zamjenu Evri koji je dobio zabranu nastupa u sljedećih pet utakmica. Blanc se u konačnici uspio kvalificirati s reprezentacijom na Europsko prvenstvo 2012. u Poljskoj i Ukrajini. Na popisu koji je tadašnji izbornik objavio u lipnju 2012. uvrstio je i Clichyja kojem je dodijeljen dres s brojem 22.

## Privatni život
Clichy je rođen i odrastao u Toulouseu na jugozapadu Francuske. Njegova majka Jacqueline je medicinska sestra dok je otac Claude podrijetlom s Martinika. Igrač je u dobi s 15 godina postao je član Cannesa te je tada skoro umro na operacijskom stolu. Naime, igrač je jednog dana namjeravao preskočiti ogradu kako bi došao do klupskog igrališta ali mu je prilikom penjanja prst zbog prstena zaglavio na ogradi. Sve je rezultiralo time da mu se prst u potpunosti otkinuo sa šake (prstenjak na desnoj ruci) te je vraćen na svoje mjesto u sedmosatnoj operaciji. Tijekom same operacije došlo je do komplikacija jer je Clichyju prestalo kucati srce. Doktor koji je vodio operaciju kasnije je izjavio da je igrač preživio čudom.

## Osvojeni trofeji

### Klupski trofeji
| Klub            | Trofej             | Sezona / godina |
| Engleska        | Engleska           | Engleska        |
| --------------- | ------------------ | --------------- |
| Arsenal         | Englesko prvenstvo | 2003./04.       |
| Arsenal         | Community Shield   | 2004.           |
| Arsenal         | FA Liga kup        | 2005.           |
| Manchester City | Englesko prvenstvo | 2011./12.       |
| Manchester City | Community Shield   | 2012.           |

### Individualni trofeji
| Klub     | Trofej            | Godina   |
| Engleska | Engleska          | Engleska |
| -------- | ----------------- | -------- |
| Arsenal  | PFA momčad godine | 2008.    |

### Reprezentativni trofeji
| Turnir                 | Trofej    | Godina    |
| Francuska              | Francuska | Francuska |
| ---------------------- | --------- | --------- |
| Europsko U17 prvenstvo | Srebro    | 2002.     |

## Vanjske poveznice
- Profil igrača na službenim web stranicama Arsenala[neaktivna poveznica]
- Profil igrača na službenim web stranicama Manchester Cityja  Arhivirana inačica izvorne stranice od 4. siječnja 2012. (Wayback Machine)
- Profil igrača na službenim web stranicama L'Équipe
- Statistika igrača na Soccerbase.com  Arhivirana inačica izvorne stranice od 1. listopada 2007. (Wayback Machine)